# Young Jedi Knights
Young Jedi Knights är en bokserie för ungdomar skriven av Kevin J. Anderson och Rebecca Moesta som utspelar sig i Star Wars-universumet. Serien, som är översatt till svenska, behandlar händelserna efter Jedins återkomst. Böckerna handlar om Han Solos och Leia Organas barn Jacen, Jaina och Anakin och barnens vänner Lowie (Chewbaccas systerson), Tenel Ka, prisjägaren Zekk och Bornan och Aryn Dro Thuls son Raynar. Tonåringarna tränas av Luke Skywalker på Jedi-Akademin på djungelplaneten Yavin 4.

## Huvudkaraktärer
Jacen Solo, son till Han Solo och Leia Organa Solo, tvillingbror till Jaina Solo. Jacen har en förkärlek för att kommunicera med olika djur och varelser via kraften, samt att dra långsökta skämt. Jacens humor går inte alltid hem hos vännerna, även om de gärna låter honom hållas. Allra mest försöker han få Tenel Ka att skratta åt hans skämt, eftersom hon till synes aldrig skrattar.
Jaina Solo, dotter till Han Solo och Leia Organa Solo, tvillingsyster till Jacen Solo. Jaina är en begåvad pilot och mekaniker och drömmer om att en dag äga ett eget rymdskepp. Hon tycker också om att bygga olika föremål och bygger gärna säkra burar och andra hjälpmedel till Jacens alla husdjur.
Lowbacca, systerson till Chewbacca. "Lowie", som hans vänner kallar honom är likt Jaina duktig pilot och mekaniker och är även förtjust i att programmera datorer. Han är född och uppvuxen på planeten Kashyyyk där Wookierna bor högt uppe i träden, varför han gärna tillbringar ledig tid uppe i de höga Massassi-träden på Yavin 4. Lowie förstår de andras språk men kommunicerar främst genom Em Teedee.
Em Teedee (efter engelskans uttal av M-TD), Lowbaccas tolkdroid. Em Teedee sitter oftast fäst vid Lowies bälte och består främst av ett "metallansikte" med optiska linser som ögon och högtalare som mun. Han är programmerad av C-3PO och är därför mycket lik honom i både röst och personlighet och har en tendens att oroa sig för det mesta.
Tenel Ka, ung prinsessa av Hapes som hellre vill ses som krigarklicka från Dathomir. Tenel Ka är dotter till prins Isolder av Hapes och Teneniel Djo, en krigarkvinna från Dathomir. Hon är vältränad och förlitar sig hellre till sin fysiska styrka än till Kraften, och berörs sällan känslomässigt vad som än händer. Hon har svårt att förstå humor, i synnerhet Jacens. Hon råkar ut för en olycka under ljussabelträningen.
Zekk, föräldralös pojke från planeten Ennth som tagits om hand av den gamle piloten Peckhum. Zekk lärde känna tvillingarna Solo redan som barn i slumkvarteren på deras hemplanet Coruscant. Zekk har en övernaturlig förmåga att hitta gömda föremål som han sedan säljer. Han tycker mycket om tvillingarna, men har svårt att anpassa sig till deras "rikemansmiljö".
Raynar Thul, son till adelsmannen Bornan Thul och Aryn Dro Thul. Raynar är också elev på Jedi-akademin och tycker om att gå klädd i färgglada och pråliga kläder.

## Antagonister
Nolaa Tarkona, kvinna av twi'lekfolket, gjorde som slav uppror på planeten Ryloth och bildade Mångfaldsförbundet, vars mål är att utsätta människor för svåra lidanden som hämnd för vad Rymdimperiet gjorde mot icke-människor.
Brakiss, tidigare elev på Luke Skywalkers Jedi-akademi men visade sig vara en spion från Rymdimperiet. Grundade senare Skuggornas Akademi, som tränade Jedis i Kraftens mörka sida.

## Utkomna böcker i Sverige
Följande titlar är utgivna på Bonnier Carlsen Bokförlag:
- Kraftens arvtagare (originaltitel: Heirs of the Force) 1996, ISBN 91-638-3349-2
- I Mörkrets Våld (originaltitel: Shadow Academy) 1996, ISBN 91-638-3350-6
- Den dolda kraften (originaltitel:The Lost Ones) 1996, ISBN 91-638-3351-4
- Ljussvärden (originaltitel: Lightsabers) 1997, ISBN 91-638-3415-4
- Mörkrets Riddare (originaltitel: Darkest Knight) 1997, ISBN 91-638-3419-7
- Belägrade (originaltitel: Jedi Under Siege) 1998, ISBN 91-638-3506-1
- Spöken på Alderaan (originaltitel: Shards of Alderaan) 1998, ISBN 91-638-3550-9
- Det Osynliga Hotet (originaltitel: Diversity Alliance) 1999, ISBN 91-638-3608-4
- Ondskans Drömmar (originaltitel: Delusions of Grandeur) 1999, ISBN 91-638-3609-2
- Prisjägare (originaltitel: Bounty Hunters) 1999, ISBN 91-638-3724-2
- Dödlig Smitta (originaltitel: The Emperor's Plauge) 2000, ISBN 91-638-3790-0
- Kampen på Ord Mantell (originaltitel: Return to Ord Mantell) 2000, ISBN 91-638-3797-8
- Molnstadens Fiende (originaltitel: Trouble on Cloud City) 2001, ISBN 91-638-3893-1
- Hotet Inifrån (originaltitel: Crisis at Crystal Reef) ISBN 91-638-3895-8